# Leontodon tingitanus
Leontodon tingitanus là một loài thực vật có hoa trong họ Cúc. Loài này được (Boiss. & Reut.) Ball mô tả khoa học đầu tiên năm 1878.